# Soevereine burgers

Logo van tegenstanders van belastingen in de VS (IRS).

De beweging van soevereine burgers is een losse verzameling van vooral Amerikaanse activisten, commentatoren, belastingweigeraars en voorstanders van belastingontwijking, die beweren alleen verantwoording verschuldigd te zijn aan hun eigen interpretaties van wetten en regels, die zij niet of slechts tot op zekere hoogte volgen. Het gaat om groepen en individuen met zeer uiteenlopende achtergronden, via politiek libertairen en aanhangers van allerhande complottheorieën tot aanhangers van extreemrechts, racisme of antisemitisme.
De beweging is mogelijk ontstaan in de marge van Amerikaanse racistische en radicale antiregeringsbewegingen in de jaren 1960 en 1970, hoewel er in de VS veel oudere vormen van anti-overheidsdenken en belastingweigeraars bestonden, tot zelfs de Boston Tea Party van 1773, nog onder Brits koloniaal bestuur.
In Angelsaksische landen is de hedendaagse strekking bekend als Sovereign citizen movement of Freemen on the Land. 

## Internationaal

### België en Nederland
Tijdens de coronapandemie van 2020-2022 verklaarden sommige Belgen en Nederlanders zich soeverein of autonoom, als verantwoording om zich te onttrekken aan bepaalde overheidsmaatregelen. Ook anno 2023 bestond dit nog, in dat jaar waarschuwde de AIVD in een rapportage voor deze groeiende beweging in Nederland. Volgens de AIVD hanteert deze een voorbeeld van een anti-institutioneel extremistisch subnarratief.
In 2023 hebben in Nederland de Belastingdienst en het ministerie van Financiën van een adviseur van soevereinen, Youri Plate, in een kort geding geëist dat hij stopt met het verlenen van misleidende juridische en fiscale bijstand. De rechter heeft dit toegewezen. Plate moet ook op zijn website vermelden dat de informatie die hij verspreidde onjuist en misleidend is.

### Frankrijk
In 2021 werd een New age-georiënteerde groep die zich One Nation noemt bekend omdat ze een kind hadden gekidnapt. Later dat jaar probeerden ze een pand te kopen in het landelijke departement Lot, zogenaamd om een "centrum voor de kunsten" en een "onderzoekslaboratorium" te creëren. De One Nation-beweging heeft overtuigingen die vergelijkbaar zijn met die van Amerikaanse soevereine burgers en ontkent de legitimiteit van de Franse staat. Ze delen ook overtuigingen met QAnon. Ook in België zijn er mensen actief, die gelieerd zijn aan de One Nation-beweging.

### Duitsland
In Duitsland verwerpt de Reichsbürgerbeweging de bondsrepubliek, en erkent enkel het "Reich" (Keizerrijk of het Derde Rijk).

### Oostenrijk
Een recente Oostenrijkse variant is de Staatenbund Österreich.